# Tilla Sheikhs moské
Tilla Sheikhs moské i Tasjkent i Uzbekistan. Tilla Sheikh betyder den gyllende schejken och var tidigare Uzbekistan's huvudmoské. Den konstruerades av khanen Mirza Achmed Kushbegi i 1856-57. Moskén ligger mittemot Barrack-Khan Madrassah. 
I moskén finns vinter- och sommarsalar för böner, korta minareter, lagerrum och ett bibliotek. Moskén är dekorerad med snidade mikhrab nischer, fönsteröppningar.